# Paulin Ismard
Paulin Ismard, né en 1978, est un historien français spécialiste de l'histoire antique. Ses travaux portent sur l’histoire politique et sociale des cités grecques, et plus particulièrement sur l’esclavage en Grèce antique.

## Biographie
Ancien élève de l’École normale supérieure de Lyon (1998-2003), agrégé d'histoire (2002), Paulin Ismard soutient sa thèse en 2008 à l’université Paris 1 Panthéon-Sorbonne sous la direction de Pauline Schmitt-Pantel. Élu maître de conférences en histoire grecque à l’université Paris 1 Panthéon-Sorbonne en 2010, il est actuellement professeur d'histoire grecque à l'université Aix-Marseille.
Il est par ailleurs membre de l'Institut universitaire de France depuis 2015.
Paulin Ismard intervient régulièrement sur France Culture dans différentes émissions comme Le Cours de l'histoire, Concordances des Temps, ou encore La Fabrique de l'histoire .
En 2021, il participe à la série documentaire Faire l'histoire sur Arte, pilotée par Patrick Boucheron, dans un épisode dédié à l'ostrakon.
Il dirige en 2021 Les Mondes de l'esclavage. Une histoire comparée aux Éditions du Seuil, un ouvrage collectif consacré à l'histoire de l'esclavage.

## Recherches
Ses recherches se dirigent vers l'histoire sociale des cités grecques à l’époque classique et hellénistique et plus précisément vers l'esclavage en Grèce ancienne et le politique en Grèce ancienne. Il s'intéresse également à l'histoire comparée des sociétés esclavagistes.
Il précise la façon dont il applique l'histoire comparée dans Les Mondes de l'esclavage. Sa méthode consiste à étudier une question sous trois angles : « situations », « comparaisons » et « transformations ». « Situations » est la description d'un ensemble de scènes et de présences, disparates, discontinues, disséminées dans l'ensemble du monde et à différentes époques. « Comparaisons », l'étape située au cœur de la démarche de Paulin Ismard, vise à mettre en relief le singulier, et par quelles voies ces histoires particulières communiquent. L'angle « transformations » permet d'examiner comment le sujet étudié s'est transformé, par quelles ruptures ou continuités il a passé, mais aussi comment les personnes concernées ont été acteurs ou actrices de l'ensemble social environnant[pas clair]. Ce travail de description des phénomènes humains a aussi pour but de donner les moyens de s'émanciper aux sujets qui se trouvent aujourd'hui encore en situation d'esclavage.

## Publications

### Ouvrages
- Chronologie de la Grèce ancienne, Points, 2010 (ISBN 978-2-7578-0600-5)
- La cité des réseaux : Athènes et ses associations, VIe-Ier siècle av. J.-C., Éditions de la Sorbonne, coll. « Histoire ancienne et médiévale », 2010, 528 p. (ISBN 979-10-351-0171-8, lire en ligne)
- L'événement Socrate, Flammarion, 2013 (ISBN 978-2-08-131501-3)
- La démocratie contre les experts : les esclaves publics en Grèce ancienne, Éditions du Seuil, 2015 (ISBN 978-2-02-112365-4)
- La cité et ses esclaves. Institutions, fictions, expériences, 2019 (ISBN 978-2-02-144660-9)
- Le Miroir d'Œdipe : Penser l'esclavage, Éditions du Seuil, 2023 (ISBN 978-2-02-153851-9)

### En collaboration et/ou direction d'ouvrage
- Clisthène et Lycurgue d’Athènes : Autour du politique dans la cité classique, Éditions de la Sorbonne, coll. « Histoire ancienne et médiévale », 2011, 406 p. (ISBN 979-10-351-0167-1, lire en ligne)
- Paulin Ismard et Vincent Azoulay, Athènes 403. Une histoire chorale, Flammarion, 2020 (ISBN 978-2080205094)
- L’identification des personnes dans les mondes grecs, Éditions de la Sorbonne, coll. « Histoire ancienne et médiévale », 2019, 288 p. (ISBN 979-10-351-0583-9, lire en ligne)
- Les Mondes de l'esclavage. Une histoire comparée, Éditions du Seuil, 2021 (ISBN 978-2021388862)
- Paulin Ismard et Arnaud Macé, La cité et le nombre : Clisthène d'Athènes, l'arithmétique et l'avènement de la démocratie, Paris, Les Belles Lettres, 2024, 206 p. (ISBN 978-2251456393)

### Émissions
- « L'ostrakon, un tesson d'argile pour voter l'exil », série documentaire Faire l'histoire, Les Films d'ici / Arte France, 2021

## Prix et distinctions
Il reçoit en 2013 le Prix du Sénat du livre d'histoire pour son livre L'événement Socrate, Flammarion.
En 2015, il se voit décerner le Grand Prix des Rendez-vous de l'histoire de Blois et, en 2016, le Prix François Millepierres de l’Académie Française pour La Démocratie contre les experts : les esclaves publics en Grèce ancienne, Éditions du Seuil.